# Eladio Esparza
Eladio Esparza Aguinaga né le 18 février 1888 et mort le 23 mars 1961 à Lesaka, est un écrivain, chroniqueur, politicien franquiste et académicien basque de langue espagnole. Il sera membre correspondant à l'Académie de la langue basque.
Il fut directeur de "La Voz de Navarra".

## Théâtre
- "Pampiña", 1922;
- "Muñeca", 1922.